# Ameira kimchi
Ameira kimchi is een eenoogkreeftjessoort uit de familie van de Ameiridae. De wetenschappelijke naam van de soort is voor het eerst geldig gepubliceerd in 2012 door Karanovic & Cho.